# Haus Kotten

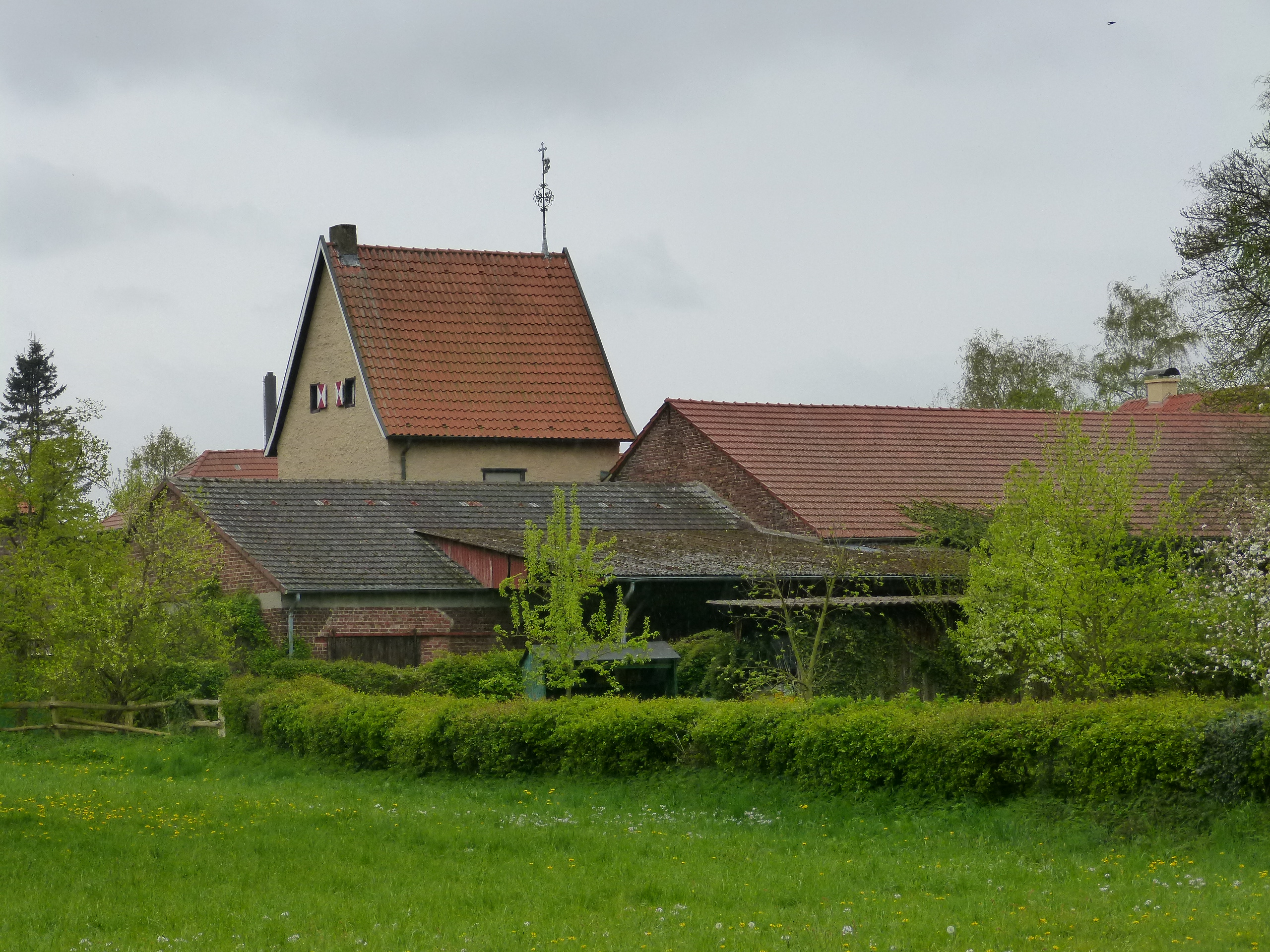
Haus Kotten (Menden), mit Wehrspeicher und Wirtschaftsgebäuden; Nordansicht

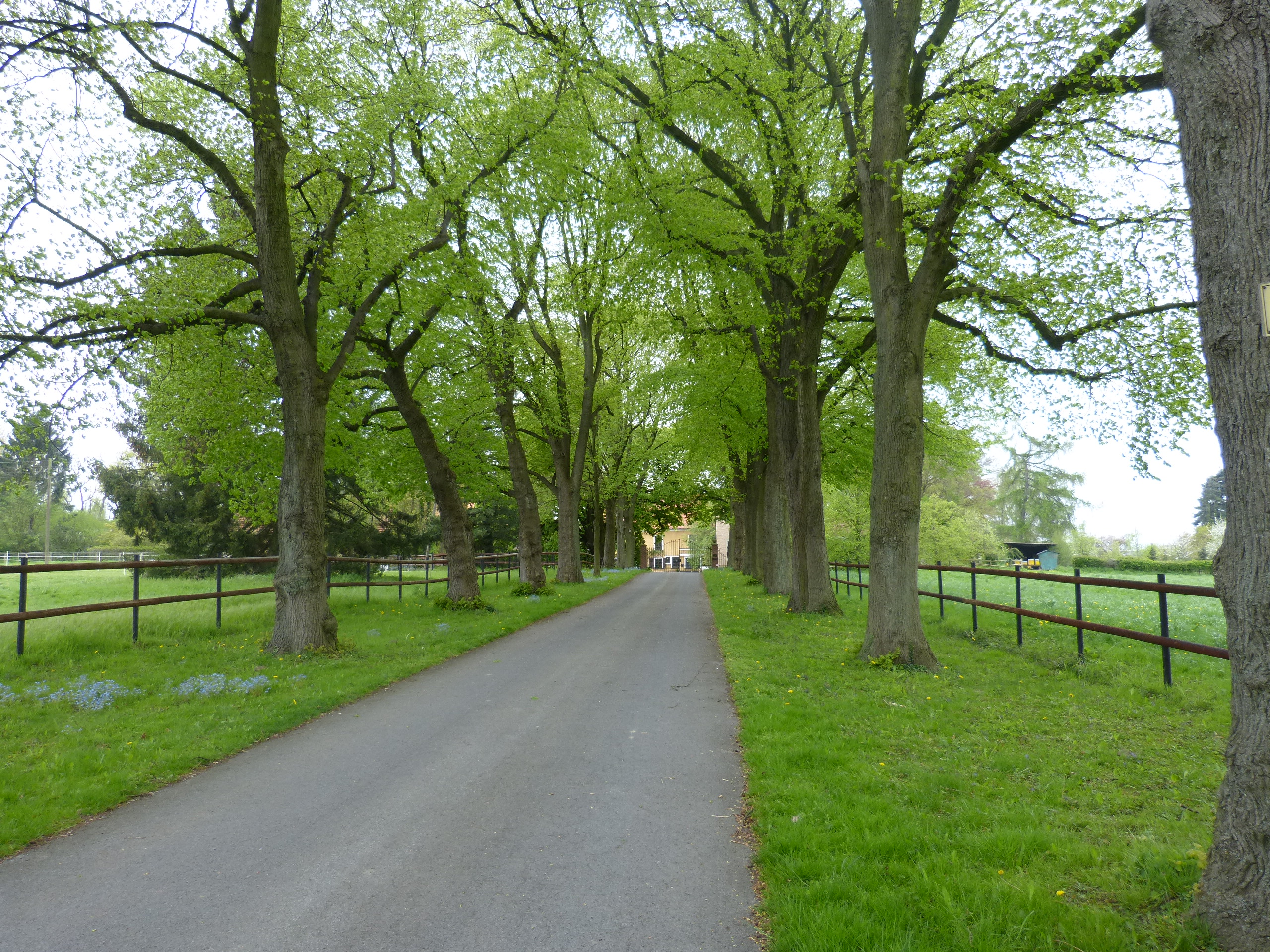
Allee zum Haus Kotten

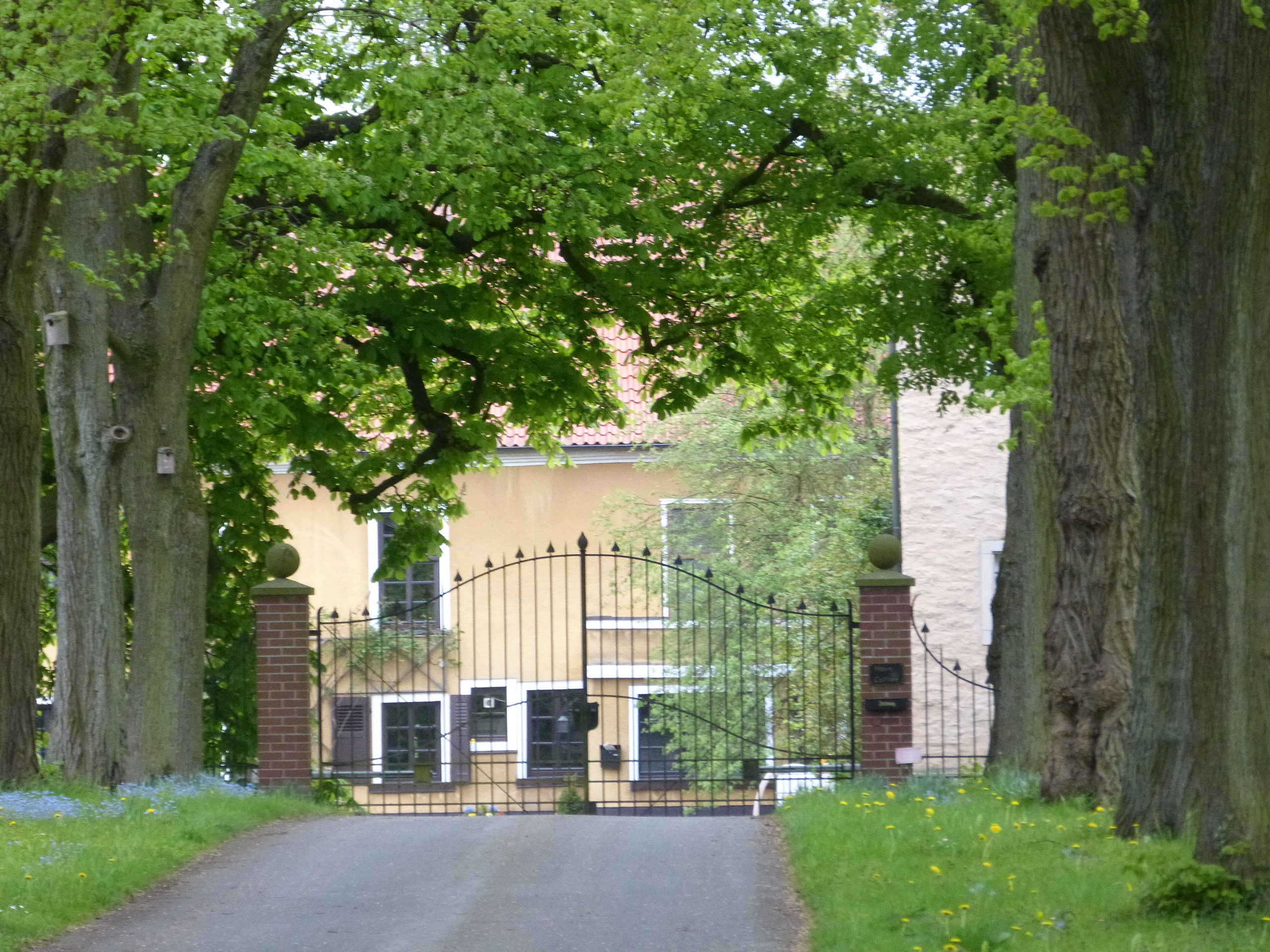
Torzufahrt mit Blick auf das Herrenhaus

Haus Kotten (auch: Haus Cotten) ist ein Herrenhaus in Bösperde (Stadt Menden (Sauerland)). Es geht auf ein Rittergut aus dem 13. Jahrhundert zurück. Das heutige Gebäude stammt aus dem 17. Jahrhundert und steht seit dem 7. März 1983 unter Denkmalschutz.

## Geschichte
Anfänge des Ritterguts Haus Kotten reichen bis in das 13. Jahrhundert zurück. Die niederadelige Familie von Kotten ist von 1259 bis 1383 bezeugt. Danach waren das Haus und die zugehörigen Ländereien im Besitz der Familie von Werninghaus. Über die Heirat einer Werninghaus-Tochter kam das Haus 1591 in den Besitz von Caspar von Schwansbell zu Arden und über die Heirat von dessen Tochter 1623 an Arnold von Freisendorf zu Opherdicke. 1755 erbte es die Familie von Tork. 1785 erwarben ein Herr von Nunum-Dücker und seine Gemahlin Marianne von Berswordt das Anwesen. Marianne heiratete in zweiter Ehe Ferdinand von der Becke, der das Rittergut 1882 an den Freiherren von Elverfeldt-Villigst veräußerte. Durch Erbgang kam es danach an Viktor Freiherr von Rheinbaben auf Haus Ruhr. Dessen Tochter Elisabeth Freiin von Rheinbaben (1880–1960) heiratete 1900 Hans Dietrich von Gemmingen-Steinegg (1869–1958). Seitdem ist das Gebäude im Besitz der Familie von Gemmingen-Steinegg.
Das Hofgut war seit 1882 bis in die Zeit unmittelbar nach dem Zweiten Weltkrieg an Pächter vergeben und zuletzt stark vernachlässigt, wohl auch weil sich die Pächter eine günstige Übernahme erhofften. Als es 1947 in der britischen Besatzungszone Pläne zur Enteignung von Pachthöfen gab, übernahm Hans-Werner von Gemmingen-Steinegg (1916–1961), jüngster Sohn Hans Dietrichs, selbst die Bewirtschaftung des Hofguts. Er setzte insbesondere auf Milchviehhaltung, die in der Nachkriegszeit am Rand des Ruhrgebiets lohnend war. Aus dem Erbe seiner Mutter fiel ihm 1960 noch das als evangelisches Studienzentrum verpachtete Haus Villigst zu. Nach seinem Unfalltod 1961 übernahm seine Witwe Marta die Verwaltung des Besitzes, bevor 1972 der Sohn Hans Helmut von Gemmingen-Steinegg (* 1944) in den Betrieb eintrat, den er nach seiner Heirat mit Kate Freiin von Rotenhan 1977 vollends übernahm. Er bezog mit seiner Familie das Gutshaus und stellte den landwirtschaftlichen Betrieb in den 1980er Jahren weitgehend um, indem künftig auf Milchviehhaltung verzichtet wurde, während man überwiegend Getreide sowie Raps und Zuckerrüben anbaute.

## Anlage
Die Anlage ist durch eine Allee zu erreichen. Sie besteht aus dem zweigeschossigen Herrenhaus mit Nebengebäuden und einem turmartigen Gebäude im Nordosten. Das heutige Herrenhaus stammt vermutlich aus dem 17. Jahrhundert. Das Erdgeschoss ist aus Bruchsteinen errichtet, das Obergeschoss ist aus Fachwerk. Ehemals wurde die Anlage durch Gräften geschützt, von denen heute keine Spuren mehr sichtbar sind. Das turmartige Gebäude wurde in der Vergangenheit fälschlich als Wohnturm gedeutet. Tatsächlich war es ursprünglich ein Wehrspeicher. Es diente in erster Linie zur Lagerung von Getreide, in Kriegszeiten aber auch als Rückzugsort. Das Gebäude war noch im frühen 19. Jahrhundert von Wassergräben umgeben und nur durch eine Brücke zu erreichen.